# 格林利山
84°51′S 177°0′W / 84.850°S 177.000°W
格林利山（Mount Greenlee），是南極洲的山峰，位於杜費克海岸，處於巴特斯山以東的沙克爾頓冰川西岸，海拔高度2,030米，現時由南極條約體系管理。